# Ludwik Jan Mateusz Lanier
Ludwik Jan Mateusz Lanier (ur. 1753 r. w Château-Gontier, Mayenne we Francji, zm. 3 września 1792 r.) – błogosławiony Kościoła katolickiego.

## Życiorys
Był księdzem. Po wybuchu rewolucji francuskiej został zamordowany w seminarium.
Jego beatyfikacja odbyła się 17 października 1926 r. w grupie 191 męczenników z Paryża, a dokonał jej Pius XI.